# Ерік Сермон
Ерік Сермон (англ. Erick Sermon; нар. 25 листопада 1968, Бей Шор, Лонг-Айленд, Нью-Йорк, США ), більш відомий під сценічним псевдонімом Erick Sermon - американський репер, музикант, музичний продюсер і учасник золотої хардкор-реп групи EPMD, а також учасник хіп-хоп супергрупи Def Squad.
Ерік випустив сім альбомів у складі гурту EPMD з 1988 року та вісім сольних альбомів з 1993 року, включаючи його альбом Music 2001 року, що містить однойменний хіт-трек за участю Марвіна Гея. Усі альбоми, а також десять синглів Сермона займали певні місця у чартах американського журналу Billboard. Чотири сингли артиста також стали успішними в чарті UK Singles Chart у Великій Британії.
Ерік також сформував супергрупу Def Squad із реперами Redman та Keith Murray. Після появи на сольних альбомах один одного, вони випустили єдиний альбом гурту Def Squad, El Niño, у 1998 році. Сермон також продюсував пісні таких виконавців, як Jay-Z, Method Man, LL Cool J, Too Short, Ludacris, SWV, Dave Hollister та багатьох інших.

## Кар'єра
Ерік Сермон розпочав свою професійну діяльність у 1987 році як продюсер і артист легендарної хіп-хоп групи EPMD. Він почав записувати сольні альбоми для Def Jam у 1993 році; 1997 року він повернувся до EPMD. Наступного року Сермон, Keith Murray та Redman записали кавер-версію пісні «Rapper's Delight» гурту Sugarhill Gang, який вважається першим хіп-хоп записом. EPMD розпався вдруге у 1999 році.

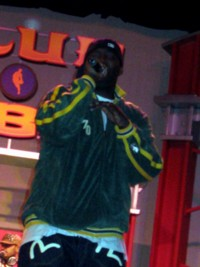
Сермон на 2004 NBA All-Star Jam Session

2000 року Сермон перейшов на лейбл J Records і випустив альбом Music наступного року. Перший сингл альбому, «Music», включав гостьовий вокал Марвіна Гея, який Сермон за повідомленнями взяв з невиданих записів, знайдених у невеликому музичному магазині в Лондоні. «Music» стала найпопулярнішою піснею Сермона, досягнувши 22 місця у чарті Billboard Hot 100 та 2 місця у чарті R&B. Другий альбом Сермона на J Records, React, був випущений у 2002 році. Великий трек з альбому досяг 36 місця в чарті Billboard Hot 100, але альбом був проданий погано і Сермон був виключений з лейблу в 2003 році. В інтерв'ю для HipHopDX.com 30 червня 2004 року, Сермон сказав музичному журналісту Баєр Мак: «Не все гаразд на лейблі J Records. Клайв Девіс і вони не вірять у просування. Коли Паффі мав Bad Boy в Arista, саме він робив всю рекламну роботу». Він також заявив, що Busta Rhymes та Wyclef Jean мали схожі проблеми з J Records.
Потім Сермон створив свій лейбл Def Squad із Universal Records і випустив свій шостий сольний альбом Chilltown, New York у 2004 році. Альбом був посилений синглом «Feel It» (який містив семпл регі/R&Bспівака Шона Пола), пісня стала успішною у Сполучених Штатах.
В одному з інтерв'ю він заявив, що збирається відійти убік та спробувати привернути увагу нових артистів. Проте Сермон не зупинився в музичній індустрії і спродюсував пісню «Goldmine» на альбомі Busta Rhymes The Big Bang у 2006 році. Незабаром після цього, Сермон записав «Don't Make No Sense» з Def Squad . Він також співпрацював з Redman та продюсував кілька пісень для його альбому Red Gone Wild, одночасно виступаючи з учасником Def Squad, Кіфом Мюрреєм.
На початку 2008 року Сермон і Сміт створили власний лейбл EP Records, який розповсюджується RBS/Universal Music Group. Сьомий альбом EPMD, We Mean Business, вийшов у грудні 2008 року.
Сермон був показаний в останньому епізоді Yo! MTV Raps на фрістайл сесії за участю таких артистів, як Rakim, KRS-One, Chubb Rock, MC Serch та Craig Mack.
19 квітня 2019 року Сермон випустив восьмий студійний альбом Vernia. У записі альбому взяли участь Xzibit, AZ, Big KRIT, Devin the Dude, Raekwon та Шакіл О'Ніл. Над музикою, крім самого Еріка, попрацювали Rockwilder, Apathy, DJ Battlecat та інші.

## Особисте життя
25 вересня 2001 року Сермона було поранено, коли впав з третього поверху житлового будинку. Поліція стверджувала, що Сермон намагався накласти на себе руки, проте пізніше він заперечував і стверджував, що це було випадково.
12 листопада 2011 року у Сермона стався серцевий напад, після якого він відновлювався.

## Дискографія
Студійні альбоми
- No Pressure (1993)
- Double or Nothing (1995)
- Erick Onasis (2000)
- Music (2001)
- React (2002)
- Chilltown, New York (2004)
- ESP (Erick Sermon's Perception) (2015)
- Vernia (2019)

Спільні альбоми
- El Niño з Def Squad (1998)

## Відеоігри
- Def Jam Fight For NY (2004) у ролі самого себе[9]
- Def Jam Fight for NY: The Takeover (2006) у ролі самого себе[10]